# 西尾市立幡豆図書館
西尾市立幡豆図書館（にしおしりつはずとしょかん）は、愛知県西尾市寺部町にある公共図書館。西尾市立図書館の分館である。1992年（平成4年）7月17日に幡豆郡幡豆町の幡豆町立図書館（はずちょうりつとしょかん）として開館し、2011年（平成23年）4月1日に西尾市立幡豆図書館に改称した。名鉄蒲郡線西幡豆駅から東に徒歩20分の場所にある。

## 歴史

### 幡豆町立図書館(1992-2011)

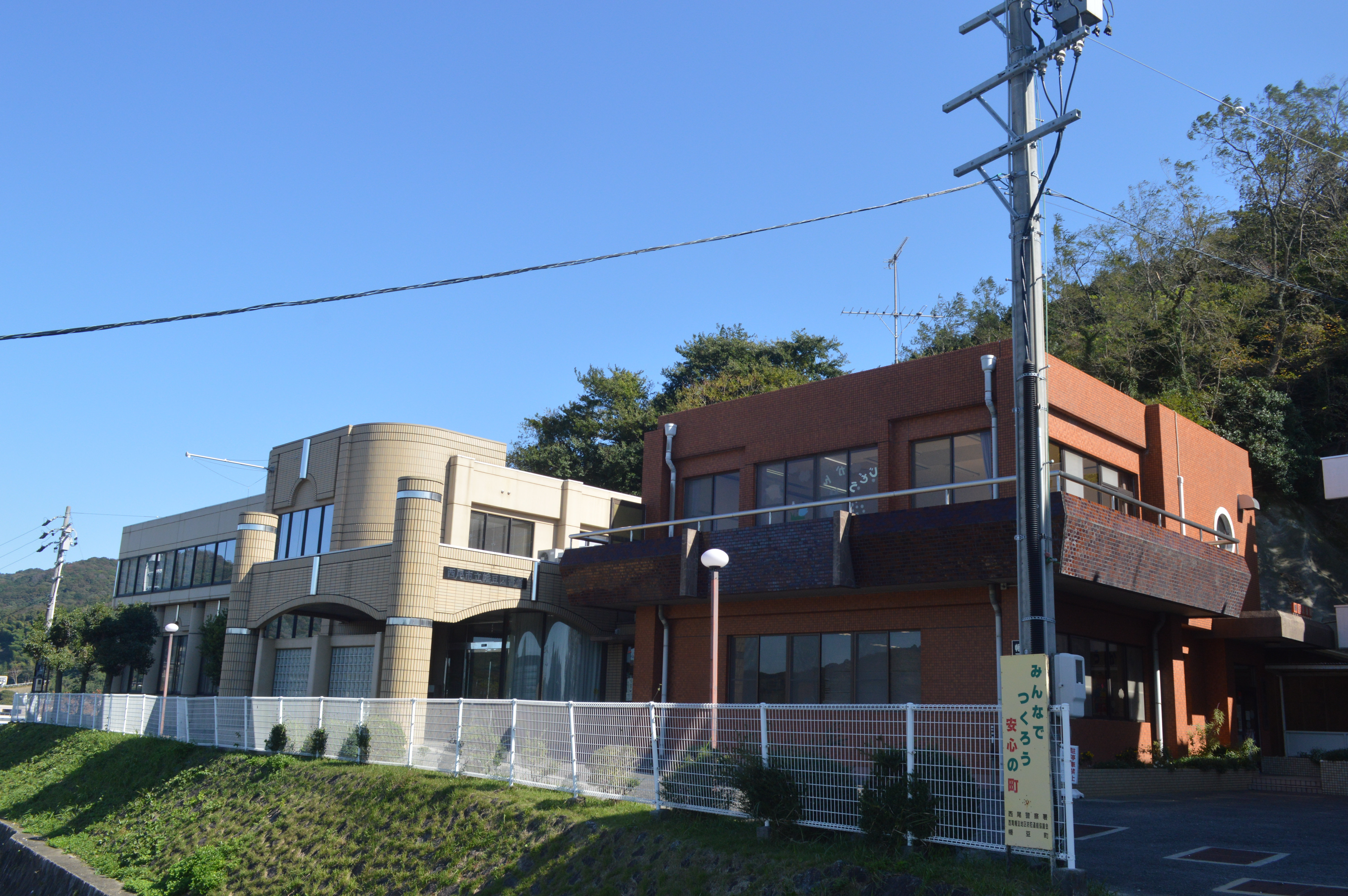
一体的に運用されている幡豆図書館（左）と幡豆児童館（右）

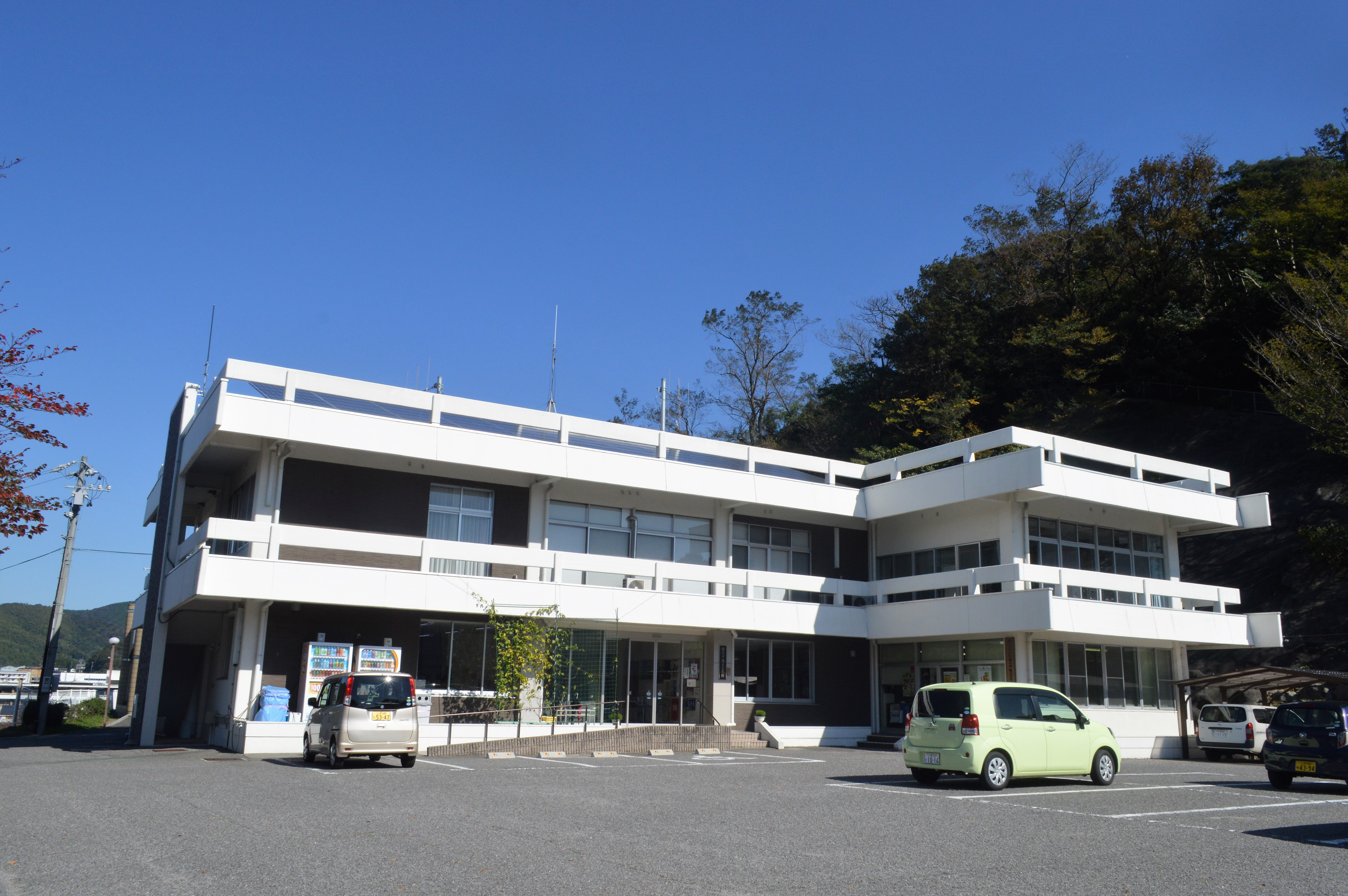
隣接地にある西尾市幡豆公民館

1971年（昭和46年）1月、幡豆郡幡豆町の社会教育の拠点として、寺部字林添の丘陵地に幡豆町中央公民館（現・西尾市幡豆公民館）が開館した。鉄筋コンクリート造2階建であり、延床面積は829.7 m2だった。総工費は6822万6000円。幡豆町中央公民館の1階には図書室が設けられ、愛知県図書館が運行する移動図書館の図書約200冊、幡豆町中央公民館が所蔵する図書約2,000冊が置かれていた。
1982年（昭和57年）4月1日、中央公民館の北隣に幡豆町児童館（現・西尾市幡豆児童館）が開館した。幡豆町中央公民館から幡豆町児童館2階に中央図書室が移転したが、この中央図書室は児童書が中心であったため、一般書を所蔵する図書館の建設が要望された。1992年（平成4年）3月には幡豆町児童館の北隣に幡豆町立図書館が竣工し、7月17日に開館した。幡豆町立図書館は鉄筋コンクリート造2階建であり、延床面積は883.2 m2だった。建設費は約3億500万円。1階部分では図書館と児童館を自由に行き来することができる構造となっている。
1993年（平成5年）1月24日には開館記念講演として、児童文学者の堀尾幸平による講演「ふるさと幡豆のこころ」が開催された。開館初年度の1992年度（約9か月）における入館者数は33,430人であり、うち児童館が20,004人だった。1992年度末時点の幡豆町の人口は13,648人であり、1992年度の住民1人あたり貸出冊数は2.7点だった。
開館時の蔵書は約3万冊であり、蔵書収容能力は約5万冊。1階には開架閲覧室、AVコーナー、おはなしコーナー、ブラウジングコーナーがあり、2階には一般閲覧室、参考資料室、視聴覚室がある。丘陵地にあることから館内からは三河湾が見渡せ、「海の見える図書館」をキャッチフレーズとしている。幡豆町児童館とは建物がつながっているため自由に行き来することができ、幡豆町立図書館と一体的に運用されている。
2001年（平成13年）4月には生後3-4か月の乳児に本を贈ったり読み聞かせのアドバイスを行うブックスタート事業を開始したが、これは全国で2番目の試みだった。その他には図書館クイズ、子ども一日司書、親子で楽しむ絵本とわらべ歌講座、読書講演会、読書感想画展、本のリサイクル市、写真展、和紙ちぎり絵展、図書館コンサート、絵画展などのイベントを行っている。2007年（平成19年）2月1日には幡豆郡三町図書館広域システムが開始され、一色町の学びの館、吉良町の吉良町立図書館とオンラインで結ばれた。ウェブサイトから3館すべての蔵書検索や予約などが可能となり、吉良町立図書館の蔵書をウェブサイトから予約して幡豆町立図書館で受け取ることなどが可能となった。

### 西尾市立幡豆図書館(2011-)
2011年（平成23年）4月1日には幡豆町など幡豆郡3町が西尾市に編入合併し、幡豆町立図書館は西尾市立幡豆図書館に改称した。

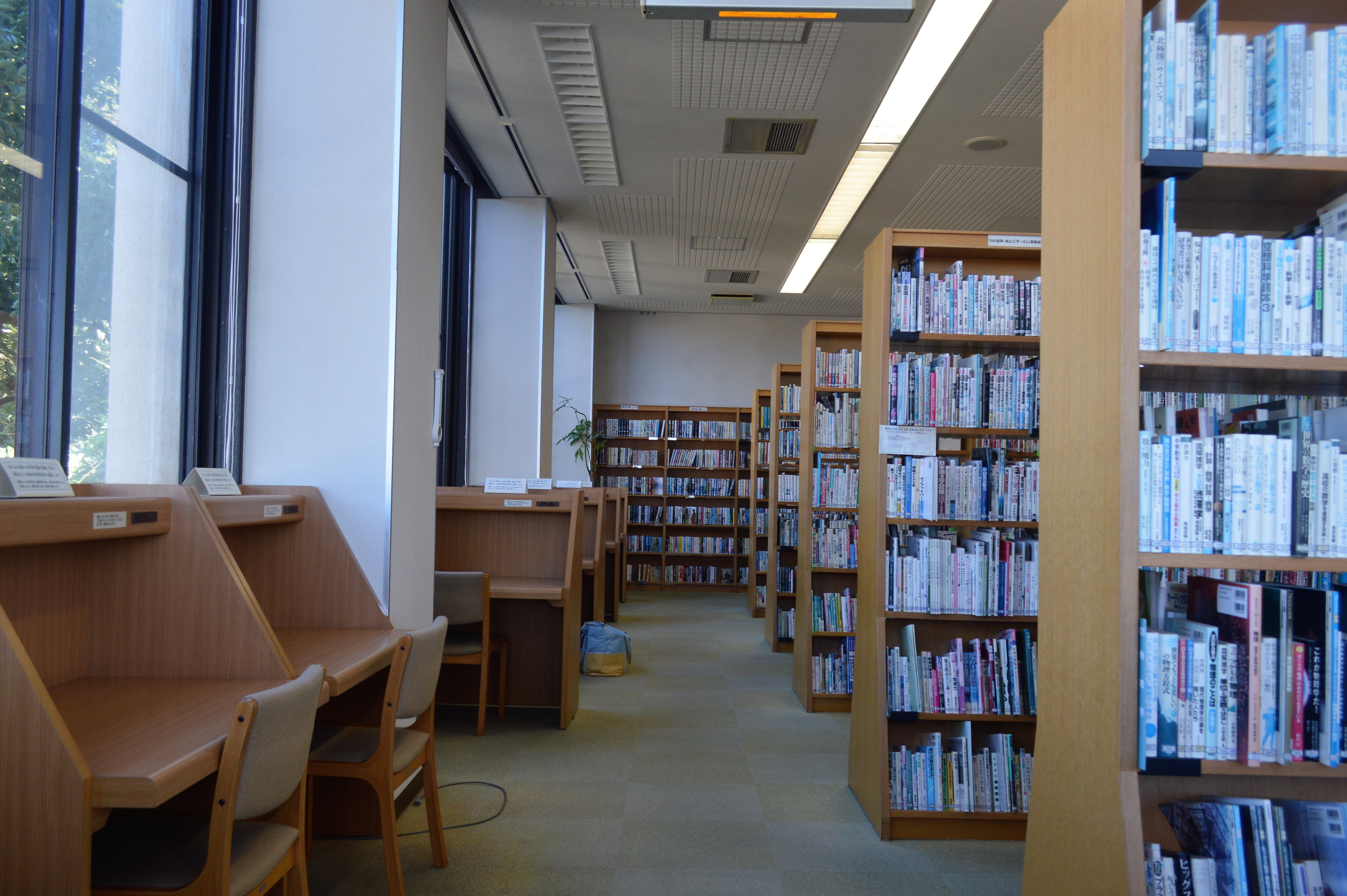
書架と閲覧席
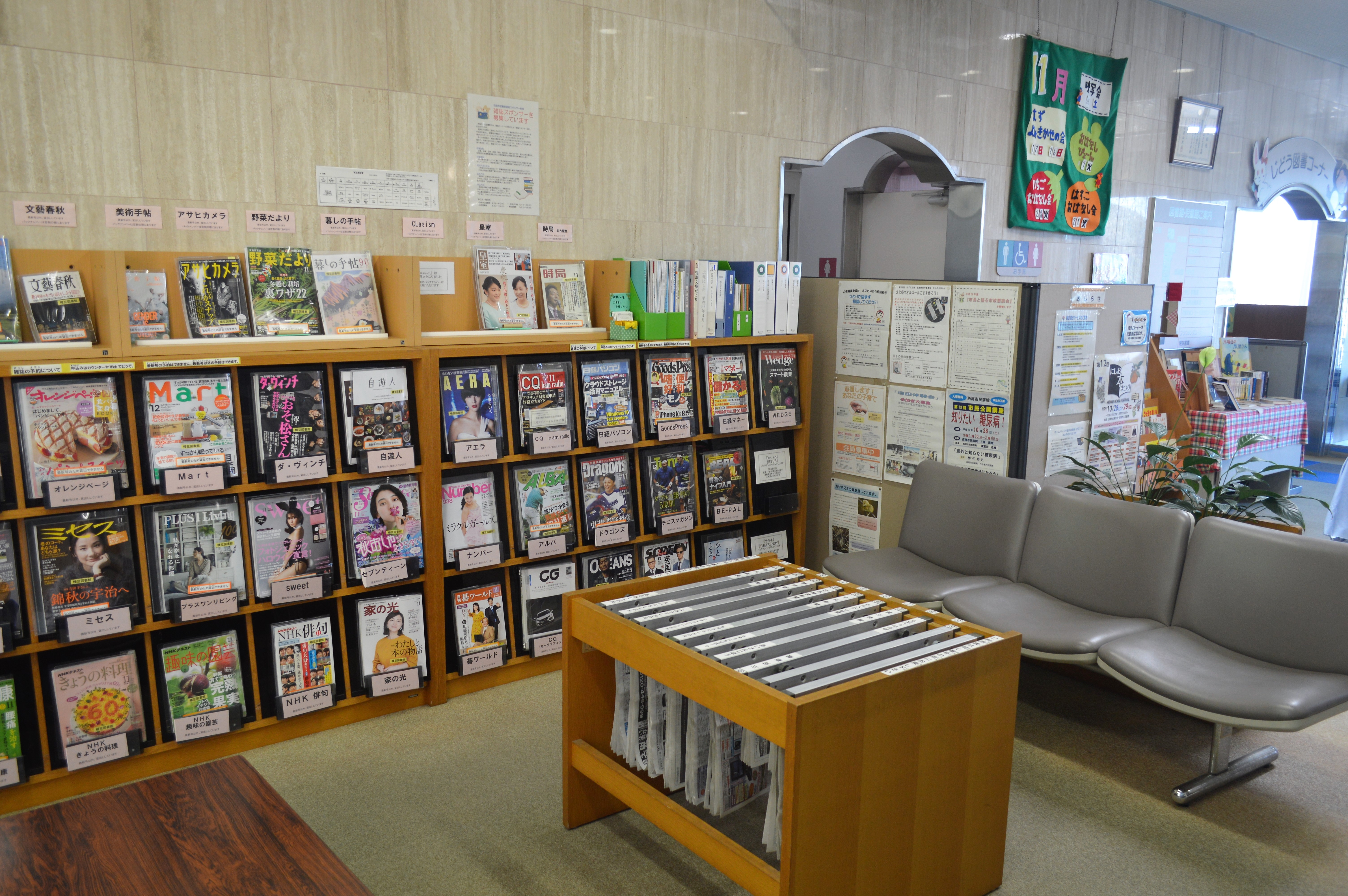
雑誌コーナー
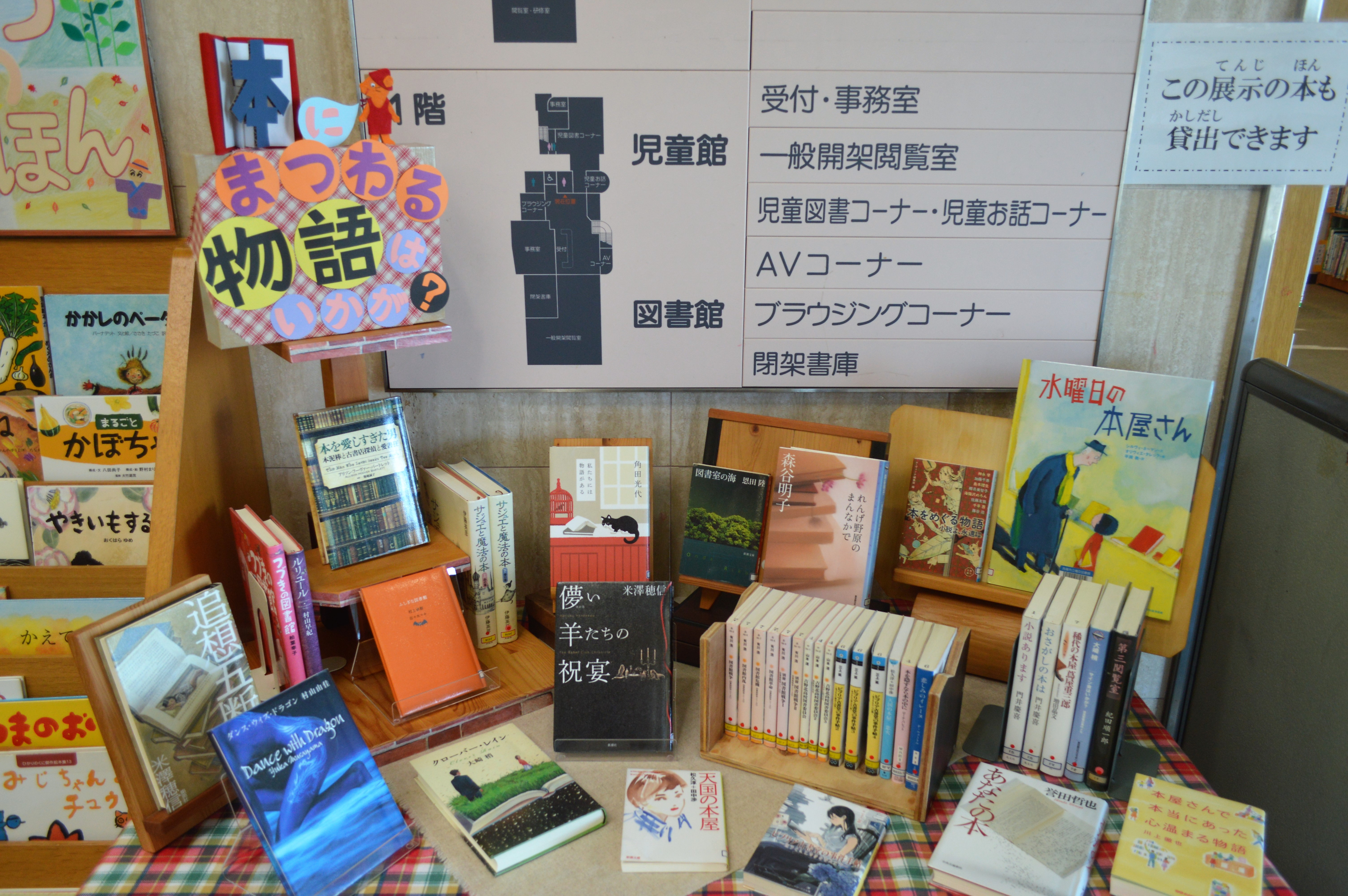
テーマ展示